# Châtel-Montagne
Châtel-Montagne (okzitanisch Chastèlmontanha) ist eine französische Gemeinde mit 321 Einwohnern (Stand: 1. Januar 2022) im Département Allier in der Region Auvergne-Rhône-Alpes (bis 2015 Auvergne). Sie gehört zum Arrondissement Vichy und zum Kanton Lapalisse. 

## Geographie
Die Gemeinde Châtel-Montagne liegt an der Besbre in den nördlichsten Ausläufern des Zentralmassivs, etwa 20 Kilometer östlich von Vichy. Nachbargemeinden von Châtel-Montagne sind Le Breuil im Nordwesten und Norden, Arfeuilles im Norden und Nordosten, Saint-Nicolas-des-Biefs im Osten und Südosten, Saint-Clément im Süden, Le Mayet-de-Montagne im Süden und Südwesten, Nizerolles im Westen sowie Isserpent im Nordwesten.

## Bevölkerungsentwicklung
| Jahr                       | 1962 | 1968 | 1975 | 1982 | 1990 | 1999 | 2006 | 2014 | 2022 |
| Einwohner                  | 724  | 572  | 501  | 426  | 400  | 373  | 426  | 366  | 321  |
| Quellen: Cassini und INSEE |      |      |      |      |      |      |      |      |      |

## Sehenswürdigkeiten
- Kirche Notre-Dame aus dem 12. Jahrhundert

Siehe auch: Liste der Monuments historiques in Châtel-Montagne

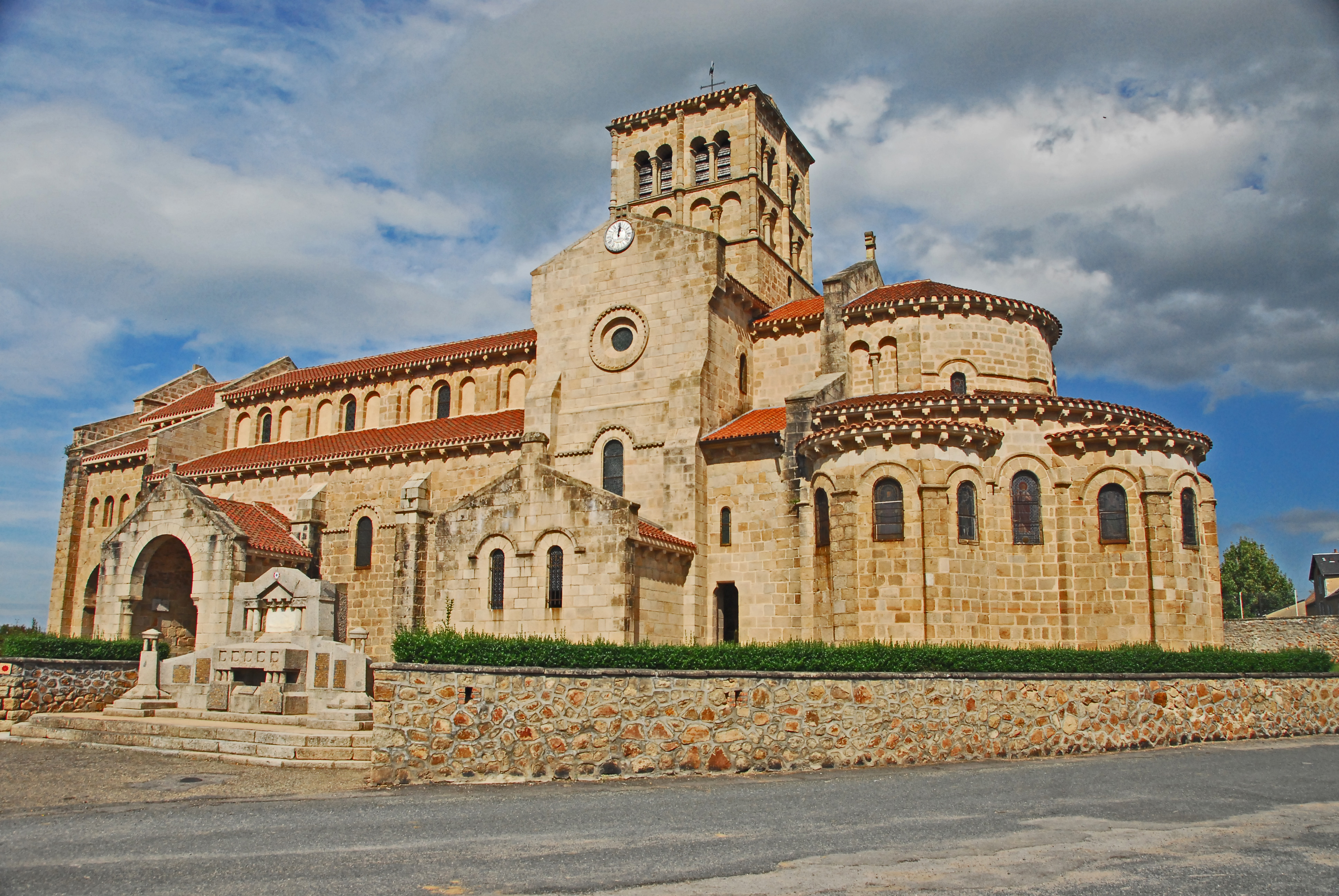
Kirche Notre-Dame